# Muse Software
Muse Software — американская компания-разработчик компьютерных игр и программного обеспечения для первых домашних компьютеров. Офис размещался в городе Балтимор, штат Мэриленд. Изначально разрабатывали и издавали продукты для компьютеров Apple II под именем Micro Users Software Exchange, позднее расширились до рынков Commodore 64, Atari и IBM PC. Muse Software является разработчиком первых 2 игр в серии Wolfenstein, одной из самых долгоживущих серий компьютерных игр.

## История
Muse Software была основана 1 августа 1978 года Эдом Зероном (англ. Ed Zaron). Сайлас Уорнер (англ. Silas Warner), создатель Castle Wolfenstein, стал первым нанятым сотрудником новой компании. Компания разрабатывала и издавала не только компьютерные игры, но и программное обеспечение. Например, текстовый редактор Super-Text, написанный Зероном. Оригинальным рынком для Muse Software с их первыми программами, изначально продававшимися на кассетах, а позднее на дискетах, стали компьютеры Apple II и II+. Позднее они стали выпускать свое программное обеспечение и игры на других компьютерах, таких как Commodore 64 и Atari 800. Компания также имела розничный магазин Muse Software and Computer Center в Балтиморе, который работал до 1982 года.
На пике продаж Muse Software получала прибыль 2 000 000 долларов в год.
По словам Зерона, продажи Muse Software росли «крайне медленно», потому что наблюдался спад продаж на рынке программного обеспечения для домашних компьютеров. Компания, которая имела около 40 сотрудников на своем пике в 1983 году, сократила штат до 6 человек до того, как подать заявку на банкротство.
Уорнер, покинувший Muse Software для того, чтобы присоединиться к MicroProse, сказал, что компания имела трудности с составлением планов продаж из-за продолжительной болезни ключевого сотрудника по продажам.
Muse Software была закрыта 7 октября 1987 года.
В 1992 году компания id Software разработала и выпустила компьютерную игру Wolfenstein 3D, вдохновлённую игрой Castle Wolfenstein от Muse Software. Данные игры считаются прародителями шутеров от первого лица.

## Компьютерные игры
| Название                  | Год выпуска и платформы                                        |
| ------------------------- | -------------------------------------------------------------- |
| Maze Game                 | 1978 - Apple II                                                |
| Escape!                   | 1978 - Apple II                                                |
| Side Show                 | 1978 - Apple II                                                |
| Tank War                  | 1978 - Apple II                                                |
| Global War                | 1979 - Apple II                                                |
| Three Mile Island         | 1979 - Apple II                                                |
| ABM                       | 1980 - Apple II                                                |
| International Gran Prix   | 1981 - Apple II                                                |
| RobotWar                  | 1981 - Apple II                                                |
| Castle Wolfenstein        | 1981 - Apple II 1982 - Atari 8-bit 1983 - Commodore 64, MS-DOS |
| The Caverns of Freitag    | 1982 - Apple II                                                |
| The Cube Solution         | 1982 - Apple II                                                |
| Firebug                   | 1982 - Apple II                                                |
| Frazzle                   | 1982 - Apple II                                                |
| Advanced Blackjack        | 1983 - Apple II                                                |
| Titan Empire              | 1983 - Apple II                                                |
| Rescue Squad              | 1983 - Commodore 64                                            |
| Beyond Castle Wolfenstein | 1984 - Apple II, Commodore 64 1985 - Atari 8-bit, MS-DOS       |
| Intellectual Decathlon    | 1984 - Apple II                                                |
| Space Taxi                | 1984 - Commodore 64                                            |
| Leaps and Bounds!         | 1985 - Atari 8-bit, Commodore 64                               |